# Arvid Horn
Arvid Bernhard Horn (Vuorentaka, 6 aprile 1664 – Ekebyholm, 17 aprile 1742) è stato un diplomatico e statista svedese.

## Biografia
Fu presidente della cancelleria (1710) e capo del governo sotto Carlo XII di Svezia, ma si dimise nel 1719 per disaccordo con la regina Ulrica Eleonora di Svezia. Il suo governo coincise con la fase più avanzata dell'epoca della libertà.
Di nuovo capocancelliere e consigliere sotto Federico I di Svezia, si ritirò dopo la vittoria del partito degli Hattar, del quale il conte Carl Gustav Tessin fu uno dei principali esponenti.
Sul piano politico cercò sempre di evitare guerre e conflitti e pensò solo alla prosperità del suo Paese.